# 터널링 프로토콜
터널링 프로토콜(tunneling protocol)은 컴퓨터 통신망의 한 네트워크에서 다른 네트워크로 데이터 이동을 허용하는 통신 프로토콜이다. 여기에는 캡슐화라는 프로세스를 통해 사설망 통신이 공용 네트워크(예: 인터넷)를 통해 전송되도록 허용하는 작업이 포함된다.
터널링에는 암호화를 표준으로 사용하여 트래픽 데이터를 다른 형식으로 다시 패키징하는 작업이 포함되므로 터널을 통해 실행되는 트래픽의 특성을 숨길 수 있다.
터널링 프로토콜은 패킷의 데이터 부분(페이로드)을 사용하여 실제로 서비스를 제공하는 패킷을 전달하는 방식으로 작동한다. 터널링은 OSI 또는 TCP/IP 프로토콜 스위트와 같은 계층화된 프로토콜 모델을 사용하지만 일반적으로 네트워크에서 일반적으로 제공되지 않는 서비스를 전달하기 위해 페이로드를 사용할 때 계층화를 위반한다. 일반적으로 전달 프로토콜은 계층 모델에서 페이로드 프로토콜과 동일하거나 더 높은 수준에서 작동한다.

## 같이 보기
- GPRS 터널링 프로토콜
- OSI 모형
- 의사회선
- 가상사설망